# Serie A2 (hockey su prato maschile)
La Serie A2 è il terzo livello del campionato italiano di hockey su prato maschile. Sino alla riforma dei campionati avvenuta nel 2022, il terzo livello del campionato era invece costituito dalla Serie B, di carattere interregionale.
Vi partecipano 16 club ripartiti in due gironi da 8 squadre ciascuno. Si compone di una stagione regolare in cui i club si affrontano in un girone all'italiana con partite di andata e ritorno. Le squadre classificate al 1º posto di ciascun girone in classifica al termine della fase regolare vengono promosse in Serie A1 nella stagione successiva. Le squadre classificate all'ultimo posto di ciascun girone al termine della fase regolare retrocedono in Serie B nella stagione successiva.

## Squadre della Serie A2 2023-2024

### Girone A
| Squadra         | Città                               | Nome Stadio           |
| --------------- | ----------------------------------- | --------------------- |
| CusCube Brescia | Brescia, Lombardia                  | Campo Comunale        |
| Cernusco        | Cernusco sul Naviglio, Lombardia    | Campo Comunale        |
| HC Mogliano     | Mogliano, Marche                    | Campo Bagliano        |
| HC Olimpia TSS  | Torre Santa Susanna, Puglia         | Campo Comunale        |
| HC Riva         | Riva del Garda, Trentino-Alto Adige | Stadio Comunale       |
| Villafranca     | Villafranca di Verona, Veneto       | Campo Lamacchi-Tosoni |

### Girone B
| Squadra            | Città                      | Nome Stadio         |
| ------------------ | -------------------------- | ------------------- |
| C.S.P. San Giorgio | Casale di Scodosia, Veneto | Campo Comunale      |
| Genova Hockey 1980 | Genova, Liguria            | Campo Arnaldi       |
| Rassemblement HC   | Torino, Piemonte           | Campo Corso Tazzoli |
| Galatea            | Catania, Sicilia           | Campo Dusmet        |
| UHC Adige          | Mori, Trentino Alto-Adige  | Campo Comunale      |
| US Moncalvese      | Moncalvo, Piemonte         | Campo Micco         |